# Ciao dottore!
Ciao dottore! (Hallo, Onkel Doc!) è una serie televisiva tedesca in 81 episodi trasmessi per la prima volta nel corso di 6 stagioni dal 1994 al 2000.
È una serie del genere medico incentrata sulle vicende professionali del personale di una clinica pediatrica a Heidelberg, in Germania.

## Personaggi e interpreti
- Hilde Thomaschewski (75 episodi, 1994-2000), interpretato da Heike Jonca.
- Prof. Hermann Lüders (68 episodi, 1994-1998), interpretato da Ulrich Matschoss.
- Dottor Gregor Lüders (67 episodi, 1994-1998), interpretato da Ralf Lindermann.
- Albert Kampmann (67 episodi, 1994-1998), interpretato da Walter Schultheiß.
- Dottor Markus Kampmann (66 episodi, 1994-1998), interpretato da Ulrich Reinthaller.
- Mareike Ritter (66 episodi, 1994-1998), interpretato da Heike Schroetter.
- Schorsch Zehringer (63 episodi, 1994-1998), interpretato da Joost Siedhoff.
- Infermiera capo Hilde Horn (62 episodi, 1994-1998), interpretata da Eva Maria Bauer.
- Infermiera Ina (53 episodi, 1995-1998), interpretata da Astrid M. Fünderich.
- Dottoressa Charlotte Weiß (41 episodi, 1996-1998), interpretato da Maria Furtwängler.
- Dottoressa Corinna Halver (17 episodi, 1994-1995), interpretata da Svenja Pages.
- Dottor Brock (14 episodi, 1994-1995), interpretato da Thomas Naumann.
- Dottor Christian Ritter (13 episodi, 1999-2000), interpretato da Andreas Schwaiger.
- Jean-Paul Benoit (13 episodi, 1994-1995), interpretato da Andreas Schmid.
- Infermiera Anna (13 episodi, 1999-2000), interpretata da Nina Bagusat.
- Dottoressa Johanna Kaminski (13 episodi, 1999-2000), interpretata da Iris Böhm.
- Tonja (13 episodi, 1999-2000), interpretata da Franziska Dille.
- Dottor Max Geldorf (13 episodi, 1999-2000), interpretato da Karsten Dörr.
- Spaceman (13 episodi, 1999-2000), interpretato da Kevin Ibeka.
- Simon (13 episodi, 1999-2000), interpretato da Lucas Lerch.
- Prof. Beckmann (13 episodi, 1999-2000), interpretato da Michele Oliveri.
- Marlene Geldorf (13 episodi, 1999-2000), interpretata da Elisabeth Wiedemann.

## Produzione
La serie fu prodotta da Sat.1 Le musiche furono composte da Günther Fischer.

### Registi
Tra i registi sono accreditati:
- Franz Josef Gottlieb in 10 episodi (1994)
- Detlef Rönfeldt in 4 episodi (1994)
- Heidi Kranz in 4 episodi (1995)
- Lothar Bellag in 2 episodi (1996)
- Ilse Biberti
- Martin Kluger

### Sceneggiatori
Tra gli sceneggiatori sono accreditati:
- Peter G. Wellmann in 10 episodi (1994)
- Jeannette Mohr in 5 episodi (1999-2000)
- Michael Bergmann in 4 episodi (1994)
- Douglas Welbat in 4 episodi (1994)
- Horst Freund in 2 episodi (1995)
- Klaus Waller in 2 episodi (1995)
- Nicole Swidler in 2 episodi (1996)
- Igor Jelkovski
- Horst Wieschen

## Distribuzione
La serie fu trasmessa in Germania dal 10 luglio 1994 al 3 febbraio 2000 sulla rete televisiva Sat.1. In Italia è stata trasmessa su Canale 5 e Rete 4 con il titolo Ciao dottore!.

## Episodi
| Stagione         | Episodi | Prima TV Germania | Prima TV Italia |
| ---------------- | ------- | ----------------- | --------------- |
| Prima stagione   | 14      | 1994              |                 |
| Seconda stagione | 13      | 1995-1996         |                 |
| Terza stagione   | 13      | 1996              |                 |
| Quarta stagione  | 14      | 1998              |                 |
| Quinta stagione  | 14      | 1998-1999         |                 |
| Sesta stagione   | 13      | 1999-2000         |                 |